# Ebun Oyagbola
Adenike Ebunoluwa Oyagbola (nhũ danh Akinola) (sinh ngày 5 tháng 5 năm 1931 và mất ngày 28 tháng 2 năm 2025) là một nhà ngoại giao và chính trị gia Nigeria nổi tiếng là nữ bộ trưởng nội các đầu tiên ở Nigeria khi được bổ nhiệm vào năm 1979.

## Đời sống
Sinh ngày 5 tháng 5 năm 1931, Oyagbola là người gốc Igan Alade, một thị trấn thuộc khu vực chính quyền địa phương Yewa North thuộc bang Ogun, Tây Nam Nigeria, nơi bà sinh ra và hoàn thành chương trình giáo dục sớm. Sau đó, bà được đào tạo để trở thành giáo viên tại một trường cao đẳng đào tạo ở Ilaro, sau đó, bà dạy tại các trường ở Yewa và sau đó là Mushin, trước khi trở thành hiệu trưởng của một trường tiểu học ở Mushin. Năm 1960, bà ra nước ngoài để đào tạo thêm về kế toán.
Oyagbola gia nhập Cơ quan Dân sự Liên bang năm 1963 sau khi hoàn thành việc học tại Anh, Vương quốc Anh. Vào tháng 12 năm 1979, bà trở thành nữ bộ trưởng nội các đầu tiên của Nigeria sau khi được bổ nhiệm làm Bộ trưởng Bộ Kế hoạch Quốc gia dưới quyền quản lý của Shehu Shagari, một vị trí mà bà nắm giữ cho đến tháng 10 năm 1983. Cô sau này trở thành người Nigeria. Đại sứ tại Hoa Kỳ Panama, Costa Rica và Guatemala. Bà hiện đang phục vụ như là chủ tịch của chương Nigeria của Attitudinal Healing International.